# Klaus Lehmann (Fußballspieler)
Klaus Lehmann (* 30. Dezember 1939 in Prestewitz) war Fußballspieler in der DDR-Oberliga, der höchsten Spielklasse des DDR-Fußballspielbetriebs. Er spielte dort für den SC Aufbau Magdeburg und die BSG Stahl Riesa. Mit dem SC Aufbau wurde Lehmann 1964 DDR-Pokalsieger.
Als der SC Aufbau Magdeburg, Vorläufer des 1. FC Magdeburg, 1960 zum ersten Mal in der DDR-Oberliga antrat, gehörte auch der 20-jährige Klaus Lehmann zum Aufgebot, das Trainer Fritz Wittenbecher bewusst aus jungen Spielern zusammengestellt hatte. In den folgenden Jahren konnten sich die Magdeburger in der Oberliga behaupten, platzierten sich jedoch stets in der unteren Tabellenhälfte. Ihren ersten Titel errangen die Elbestädter 1964 mit dem Gewinn des DDR-Fußballpokals. Klaus Lehmann stand als Mittelstürmer in der Elf des SC Aufbau, der am 13. Juni 1964 im Pokalendspiel den 1. FC Lokomotive Leipzig mit 3:2 besiegte. Es war zugleich sein letztes Pflichtspiel für die Magdeburger. Nachdem er in vier Jahren 43 Oberligaspiele für den Klub absolviert hatte, verabschiedete er sich zunächst aus der Oberliga und schloss sich zu Beginn der Saison 1964/65 der Betriebssportgemeinschaft Stahl Riesa an, deren Fußballmannschaft erst vor einem Jahr in die zweitklassige DDR-Liga aufgestiegen war.
Der 1,80 m große Lehmann, der inzwischen auch ein Studium als Diplomingenieur für Maschinenbau abgeschlossen hatte, spielte in Riesa sowohl als Verteidiger als auch im Angriff. Vier Jahre trat er in der Zweitklassigkeit an, in der Saison 1967/68 gelang den Stahlwerkern jedoch der Aufstieg in die Oberliga. Lehmann hatte in der Aufstiegs-Saison 20 der 30 Punktspiele bestritten und zwei Tore beigesteuert. Riesa war in den folgenden vier Spielzeiten in der Oberliga vertreten, Lehmann stand bis 1970 im Aufgebot der Oberligamannschaft. In der Saison 1969/70 lief er noch einmal zu großer Form auf und wurde mit neun Treffern nicht nur bester Torschütze seiner Mannschaft, sondern kam damit auch auf Rang vier der Oberliga-Torjäger dieser Spielzeit. Als er sich danach vom Hochleistungssport verabschiedete, hatte er in Riesa noch einmal 47 Oberligaspiele bestritten und dabei 15 Tore erzielt.